# Ротонда
Рото́нда (итал. rotonda, от лат. rotundus — круглый) — композиционный тип круглого в плане здания, как правило окружённого колоннами и увенчанного куполом.

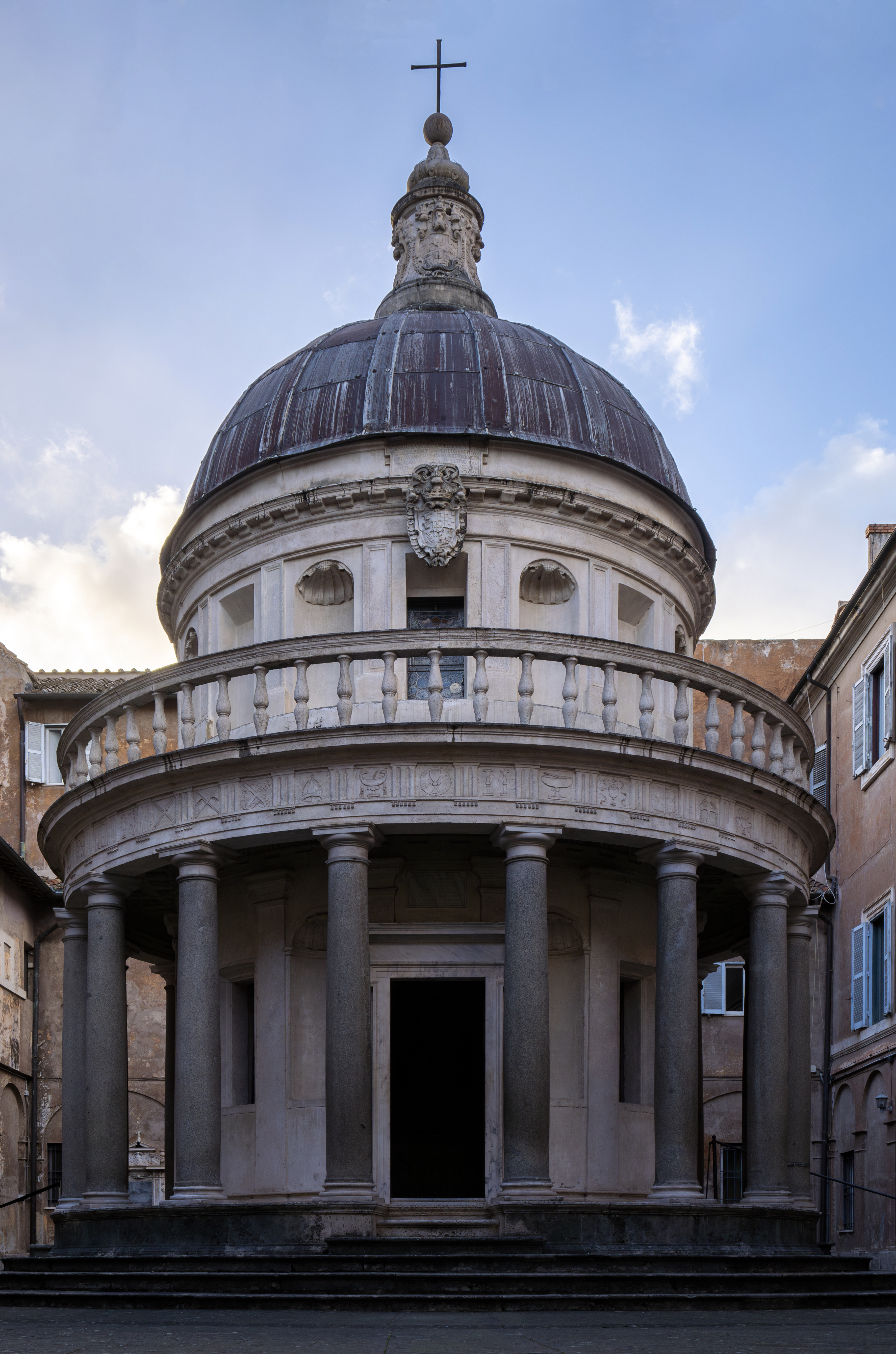
Темпьетто в Риме. Архитектор Д. Браманте. 1502

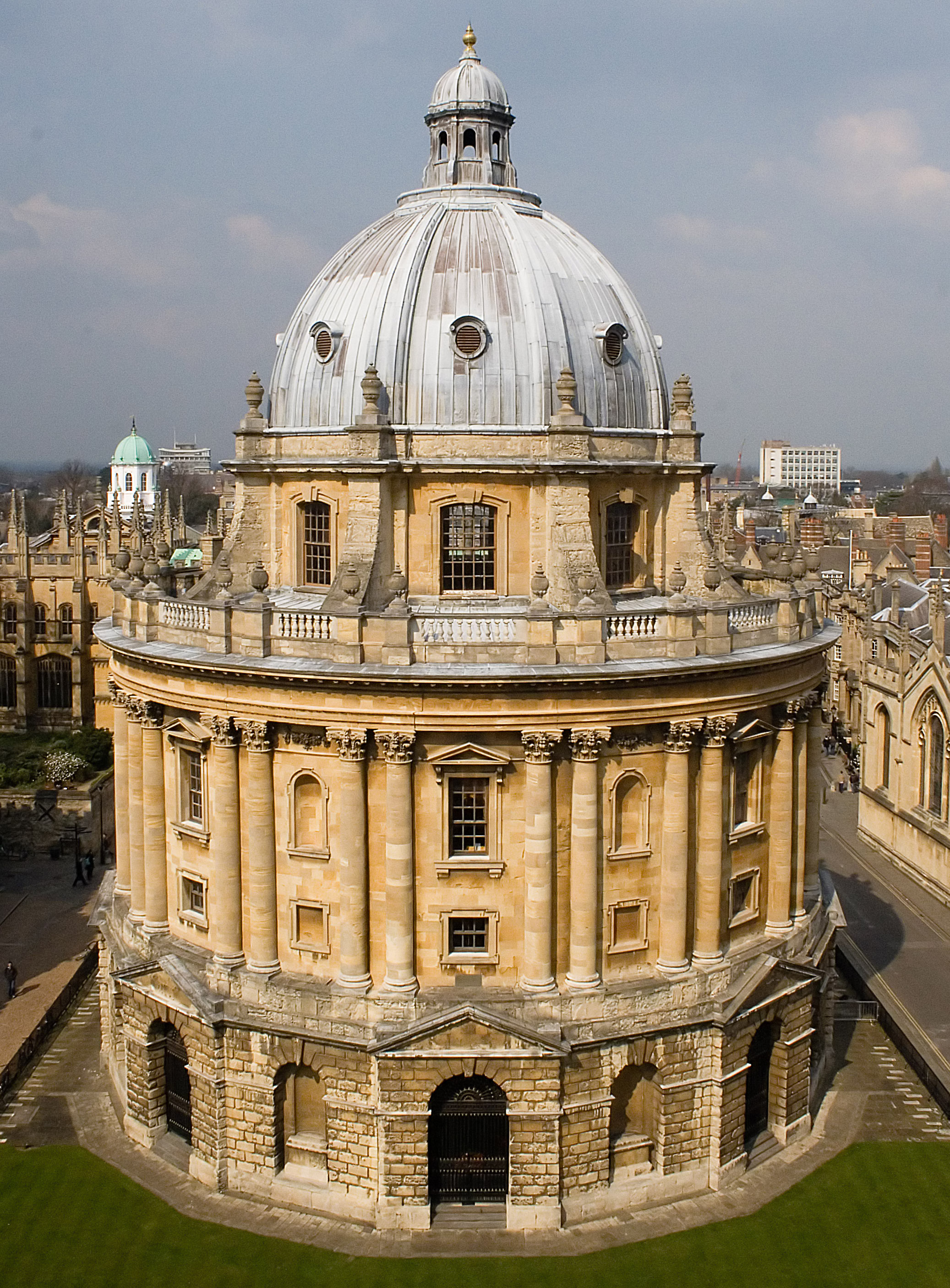
Ротонда Рэдклифа в Оксфорде, Англия.

## История
В Древней Греции наряду с прямоугольными в плане периптерами сооружали толосы (фолосы) типа круглой хижины с кольцом стен внутри колоннады и конической крышей и моноптеры на колоннах, но без стен наоса. Такие здания служили жертвенниками и посвящались чаще всего хтоническим (подземным) божествам. Римляне использовали круглые постройки для усыпальниц — мавзолеев. Например, Гробница Цецилии Метеллы на Аппиевой дороге. На римском Форуме частично сохранился круглый храм Весты типа толоса, а на Бычьем Форуме — храм Геркулеса, который позднее также стали называть храмом Весты. Круглый храм Весты находится в Тиволи близ Рима. Остатки круглых храмов римского времени сохранились на юге Франции. Самая величественная круглая в плане постройка в Риме — Пантеон.
Со временем, в эпоху проторенессанса, итальянского Возрождения и в последующем к таким зданиям стали применять итальянское название: ротонда. В отличие от древнегреческих толосов и моноптеров римские и ренессансные ротонды увенчивали не шатровой крышей, а куполом. В первые века христианства на Востоке наряду с формированием крестово-купольных и базиликальных построек строили и круглые храмы. Их происхождение объясняют традициями эллинистического искусства, однако символически христианскую ротонду связывают с ротондой Анастасис — церковью Воскресения, построенной в 326 году царицей Еленой, матерью императора Константина, в Иерусалиме на Голгофе, месте казни и погребения Иисуса Христа. Церковь Св. Елены не сохранилась, но на основании литературных источников её изображали в виде античной ротонды или кивория (шатра) на четырёх или шести колоннах и увенчанной шатром с крестом.
В форме ротонд строили в основном мартирии (святилища мучеников), баптистерии (крещальни), например Латеранский баптистерий в Риме в форме октогона (восьмигранника), построенный Константином. В IV—VI веках ротонды строили в Греции, Сирии, Палестине, Армении (Звартноц, 642—662) и в Грузии. Церковь Сергия и Вакха в Константинополе (VI в.) также построена в форме ротонды. На основе ротонд в архитектуре Армении и Грузии формировался особый тип центрического храма тетраконх. В Италии, в Равенне в форме октогонов построены церковь Сан-Витале (526—547), арианский Баптистерий и Баптистерий православных (IV—VI в.). Мавзолей Галлы Плацидии (V в.) построен в виде тетраконха с небольшим удлинением главного нефа.
Широкое распространение получили архитектонические реликварии в виде миниатюрных храмов-ротонд. На Руси их именовали сионами по названию города Давида и Священной горы в Иерусалиме.
В Риме выдающимся ротондальным памятником является церковь Санто-Стефано-Ротондо. В VIII—IX веках в архитектуре Западной Европы получали распространение дворцовые (имперские) церкви ротондального или октогонального плана по образцу Королевской капеллы Карла Великого в Ахене. В эпоху Крестовых походов в XI—XIII веках строили рыцарские, обетные церкви типа «палатиума с ротондой». На пути паломников возникали памятные, рыцарские капеллы.
Храмы ротонды типичны для стран Центральной Европы: Чехии, Польши, Венгрии, что объясняется проповеднической деятельностью посланцев Ватикана Кирилла и Мефодия. На Руси такие постройки считали «иноверческими», «латинскими». Тем не менее, в исключительных случаях строили ротонды-квадрифолии или ротонды с пристроенными к ним апсидами или башнями. Ротонды на основе местных, этнических традиций строили на Украине и в Закарпатье.
Классический образец ротонды в архитектуре римского классицизма XVI века — Темпьетто по проекту Донато Браманте на Яникульском холме в Риме (1502). Изображения ротондальных построек, которые разрабатывали Леонардо да Винчи и Браманте, можно видеть на картинах Пьетро Перуджино и Рафаэля Санти. Дальнейшим развитием этого типа с усложнением композиции является Вилла Ротонда Андреа Палладио близ Виченцы.
В форме ротонд и полуротонд строили парковые павильоны, беседки и бельведеры в императорских резиденциях и дворянских усадьбах. Чарлз Камерон возвёл в форме ротонды Храм дружбы в Павловске, как считается, по образцу Храма-Ротонды в английском парке Стоу.

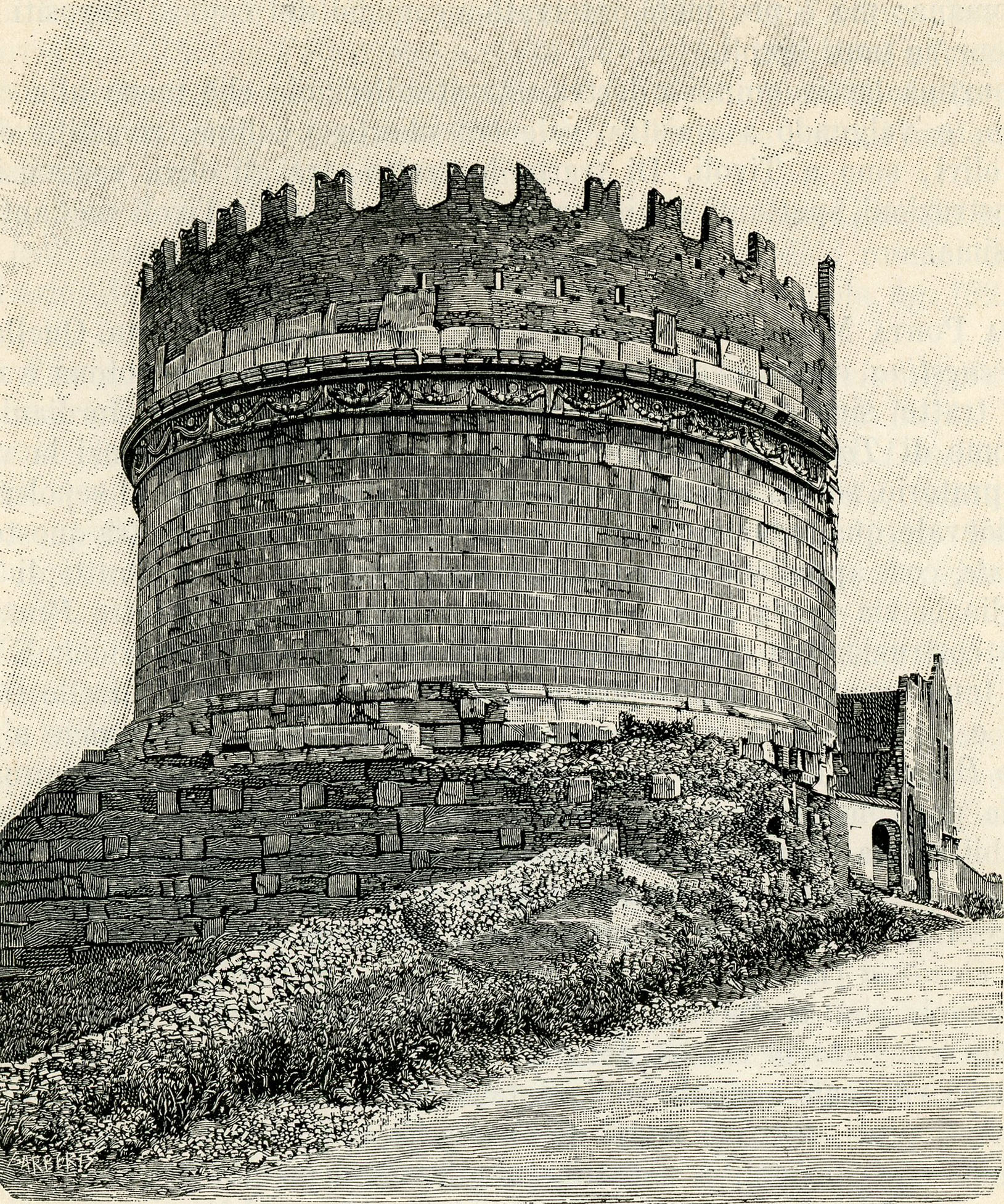
Гробница Цецилии Метеллы на Аппиевой дороге в Риме. Ок. 50 г. до н. э. Ксилография 1894 г.
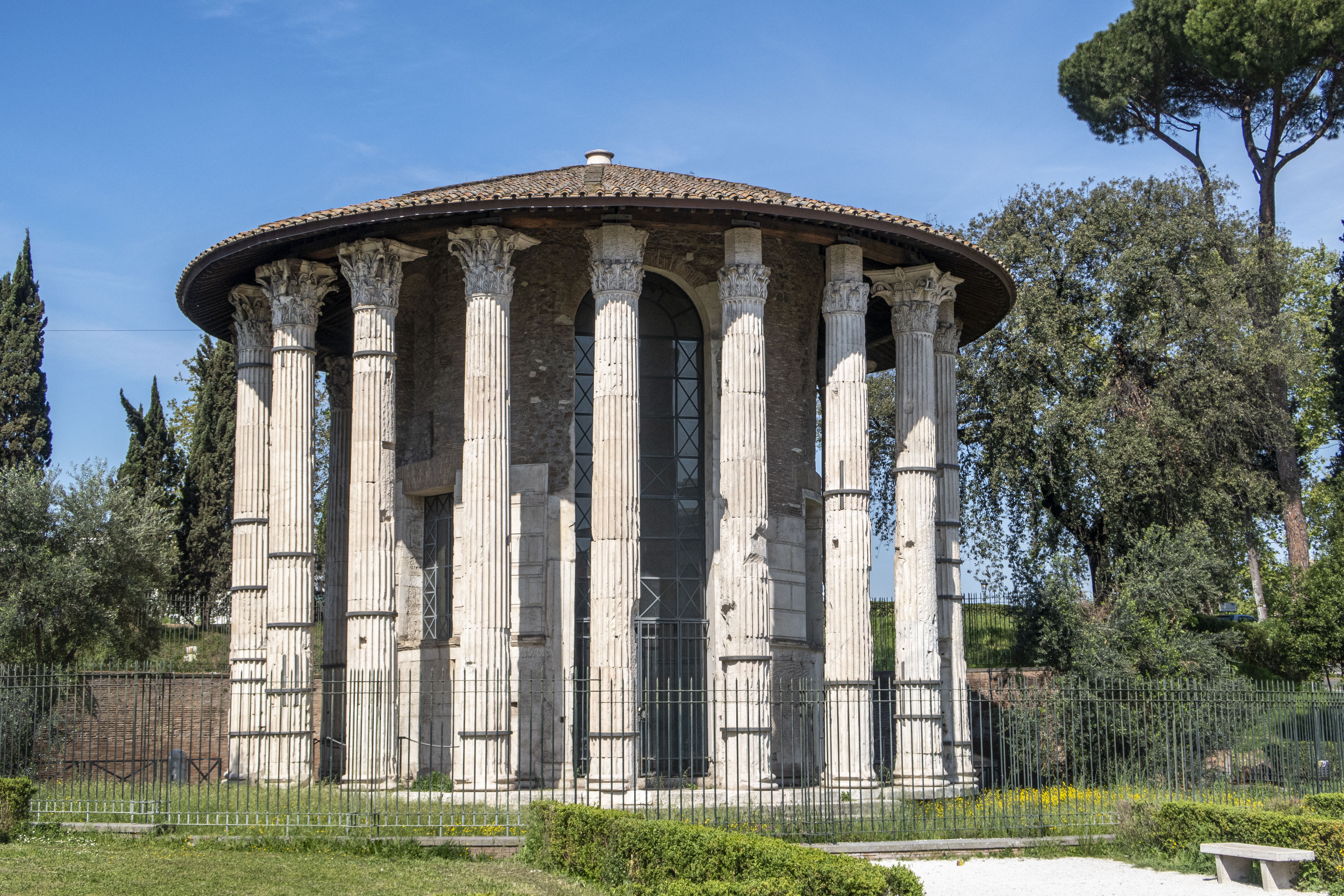
Храм (толос) Геркулеса Непобедимого на Бычьем форуме в Риме. Ок. 120 г. до н.э.
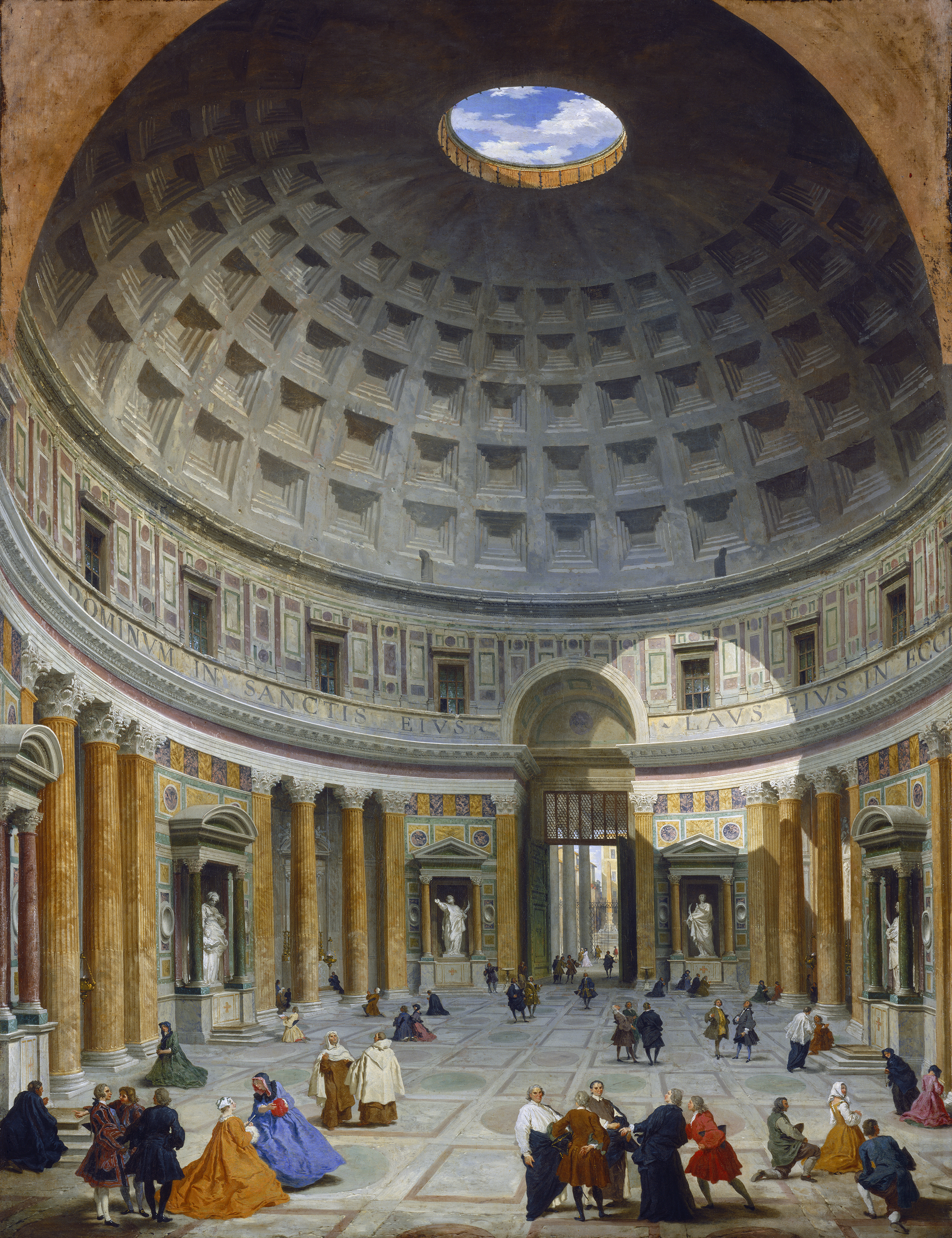
Пантеон в Риме. Картина Дж. П. Панини. Ок. 1734. Холст, масло. Национальная галерея искусства, Вашингтон
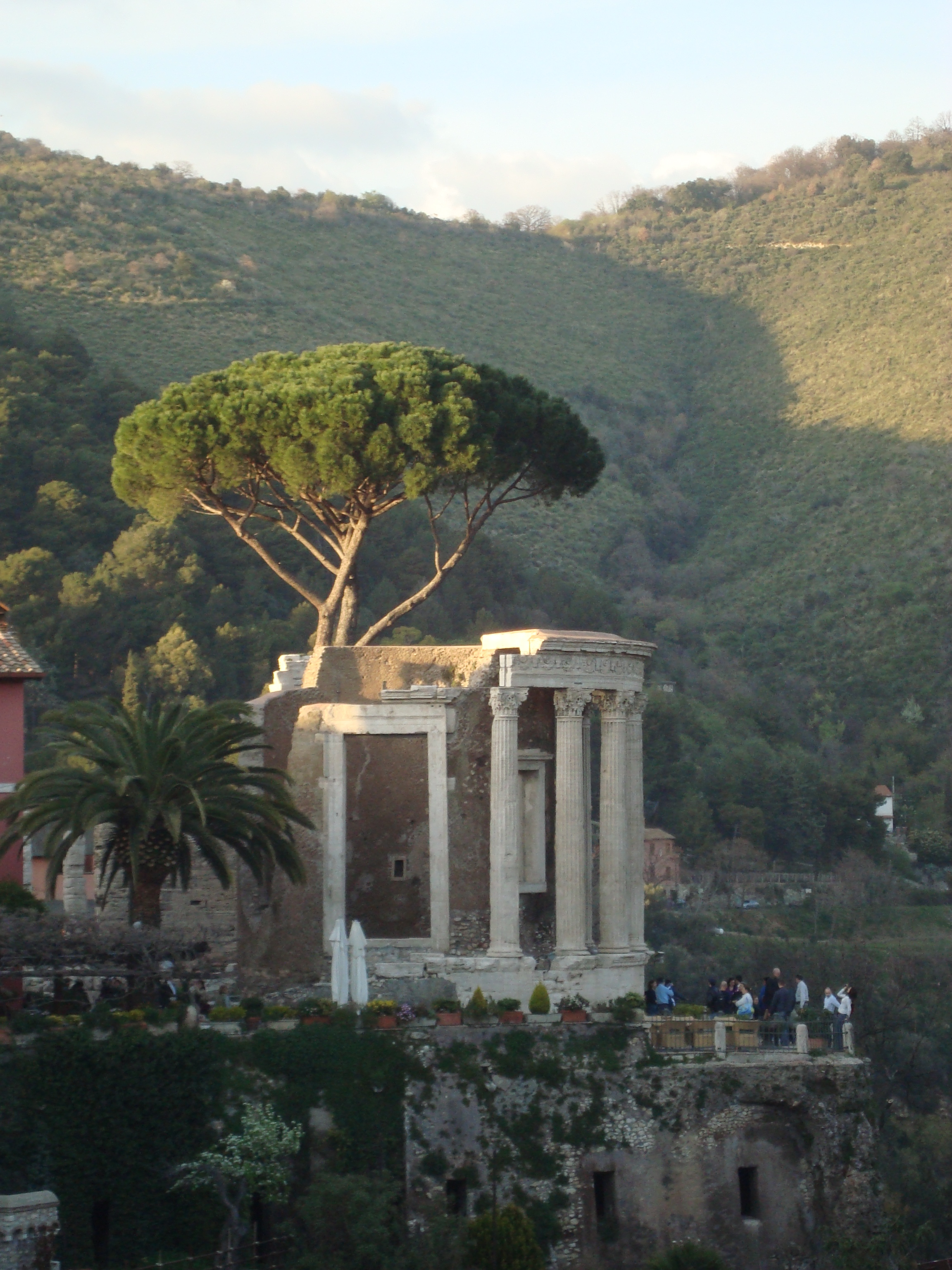
Храм Весты в Тиволи близ Рима. Конец II в. до н. э.
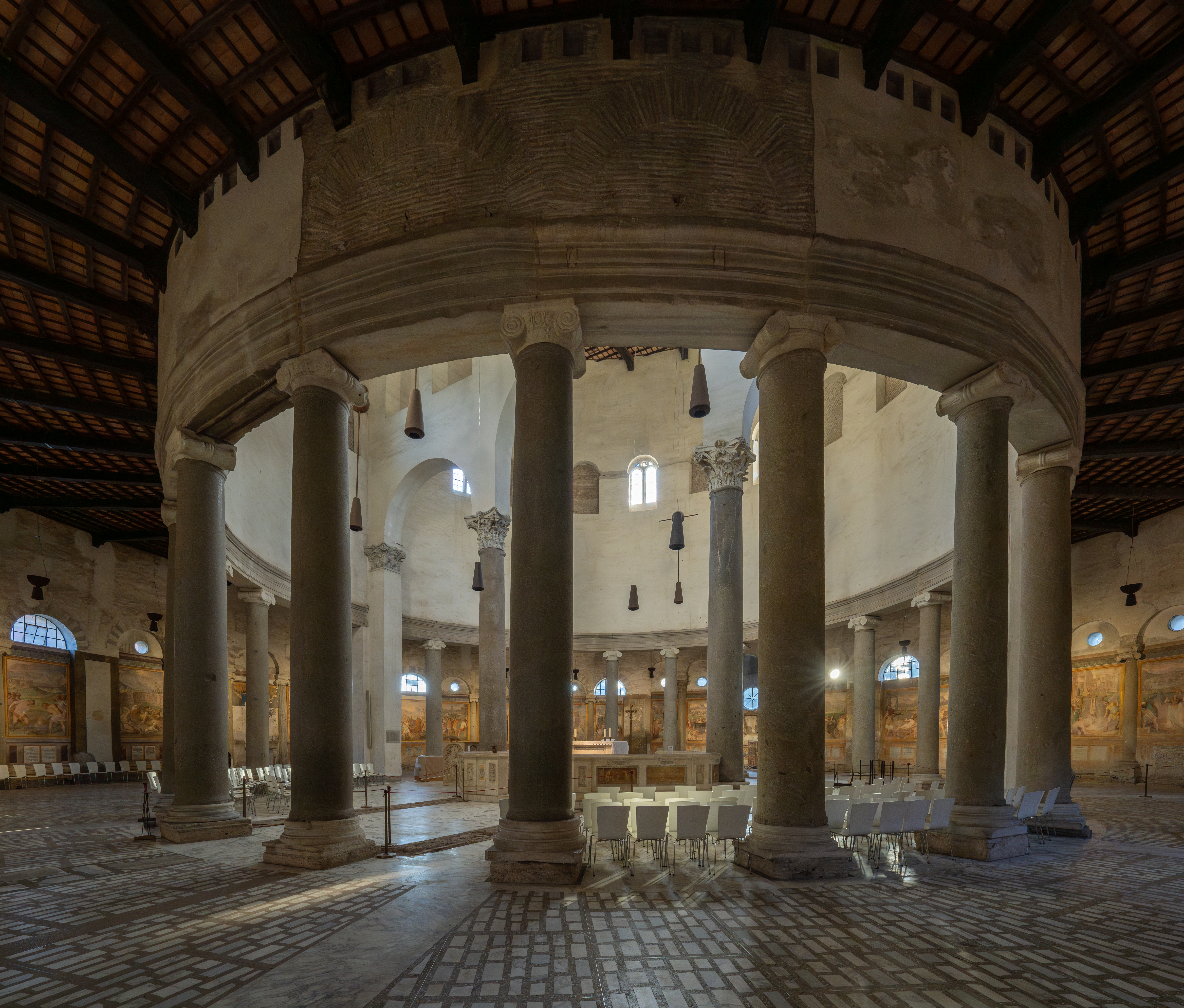
Церковь Санто-Стефано-Ротондо. Рим. Основана в 468—483 гг. Интерьер
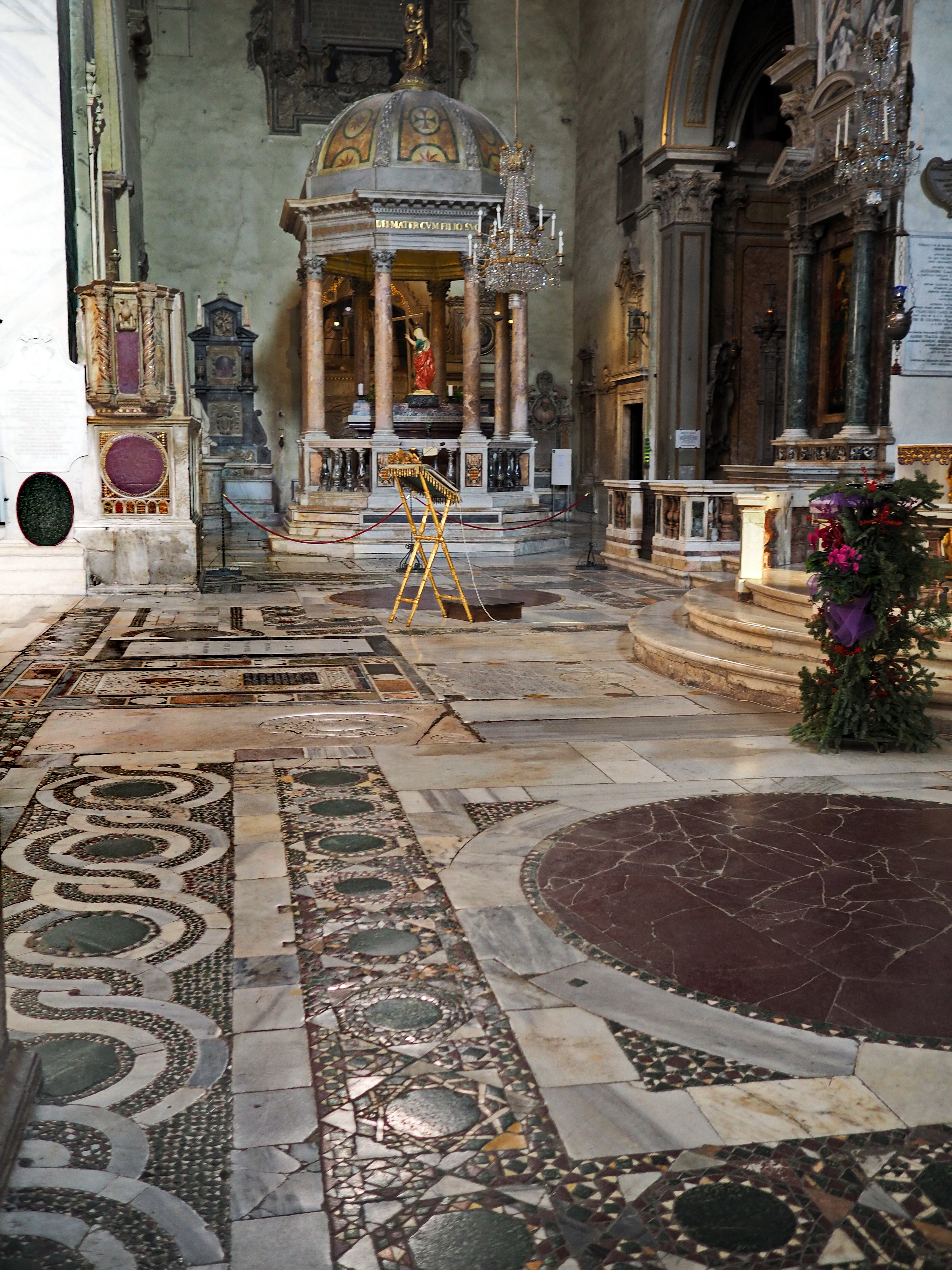
Киворий-октогон над гробницей Святой Елены. Церковь Санта-Мария-ин-Арачели, Рим
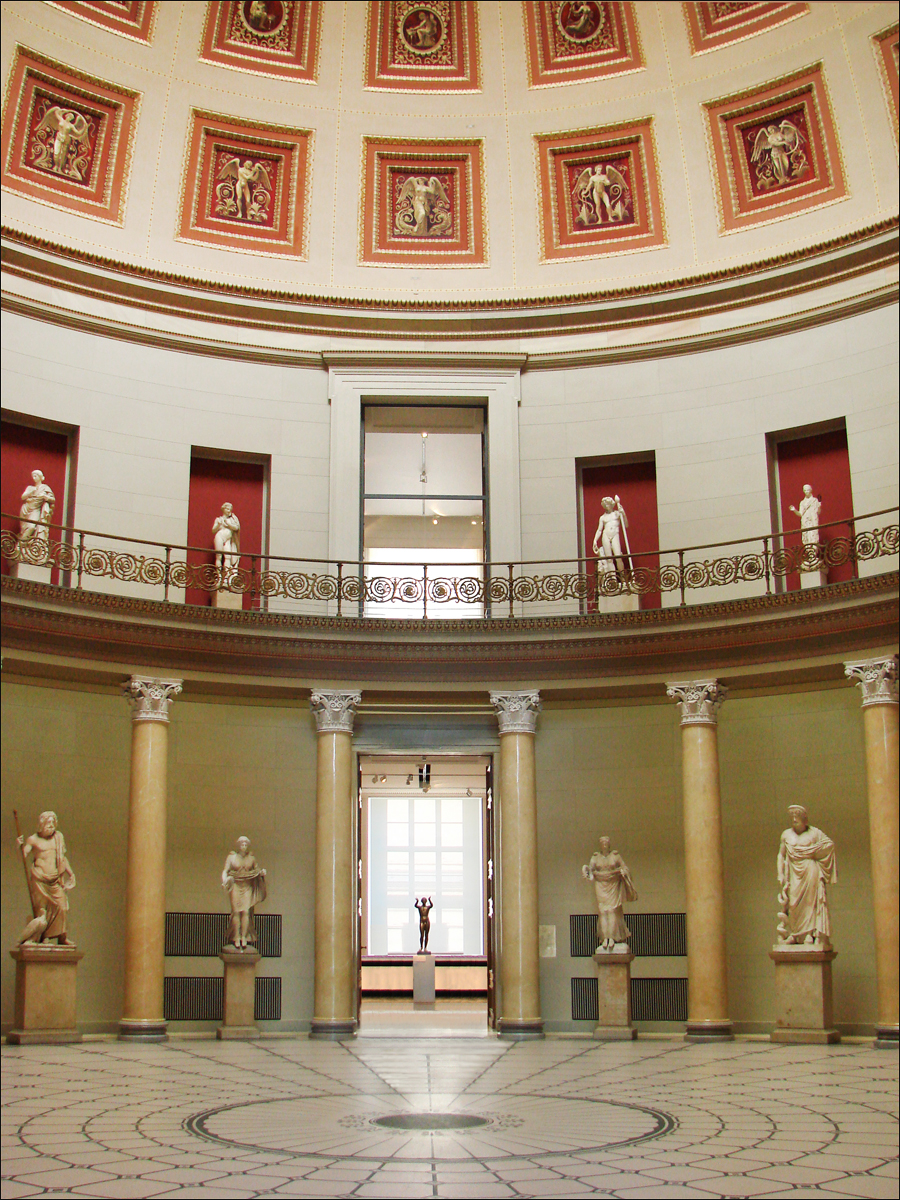
Зал-ротонда Старого музея в Берлине. 1823—1830. Архитектор К. Ф. Шинкель
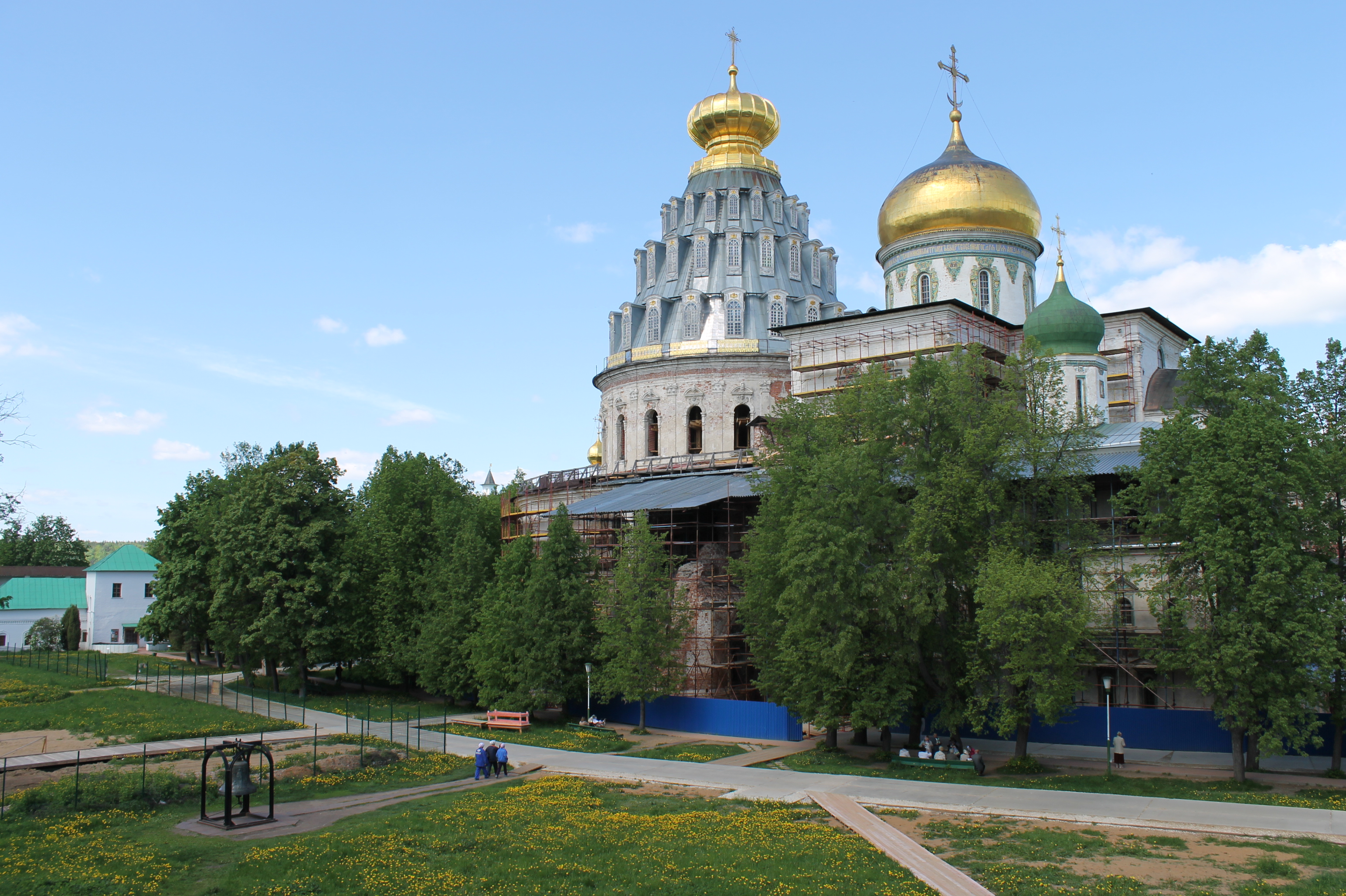
Воскресенский собор Новоиерусалимского монастыря на Истре. 1658—1685
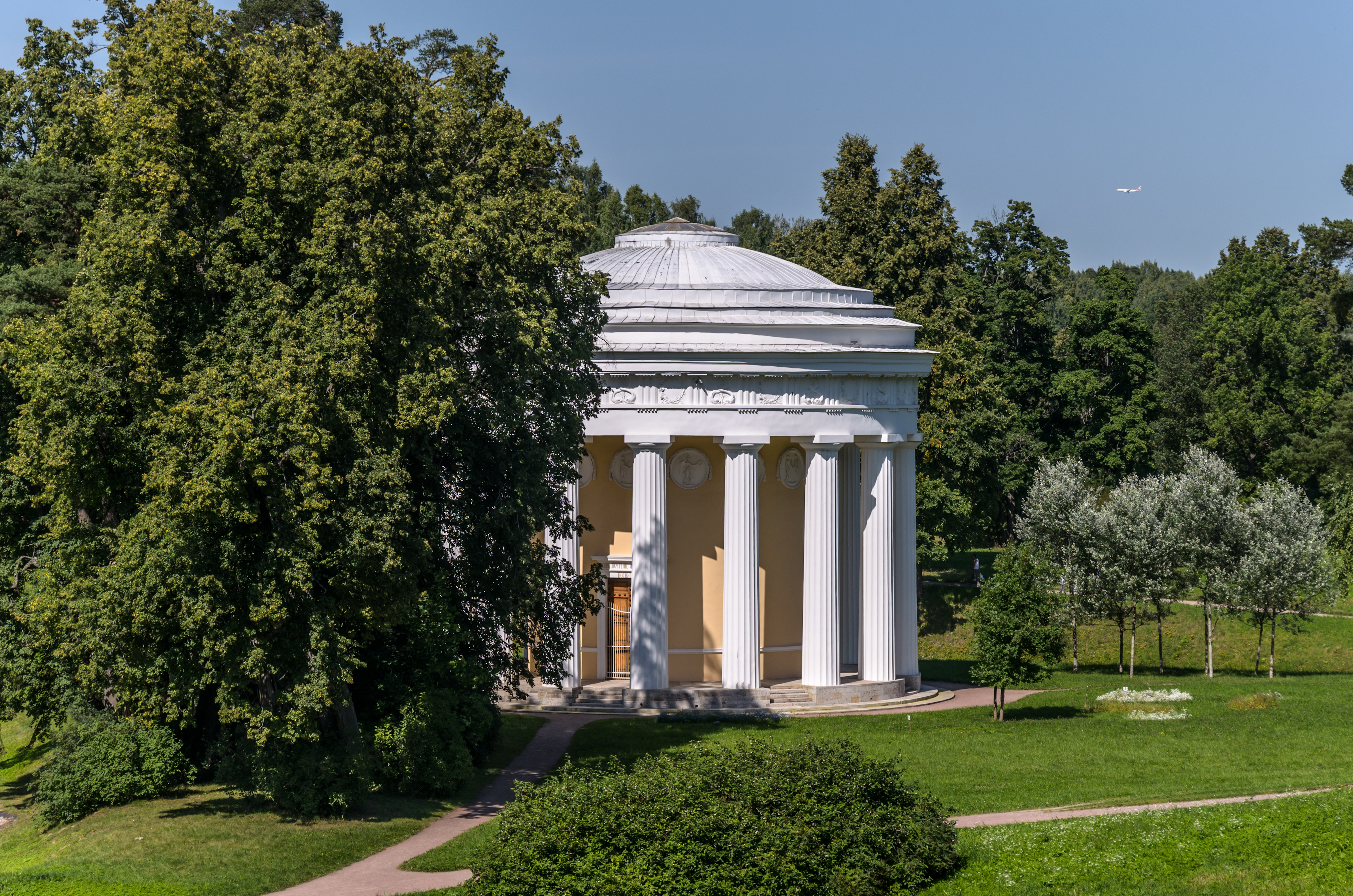
Храм дружбы в Павловске. 1781—1784. Архитектор Ч. Камерон
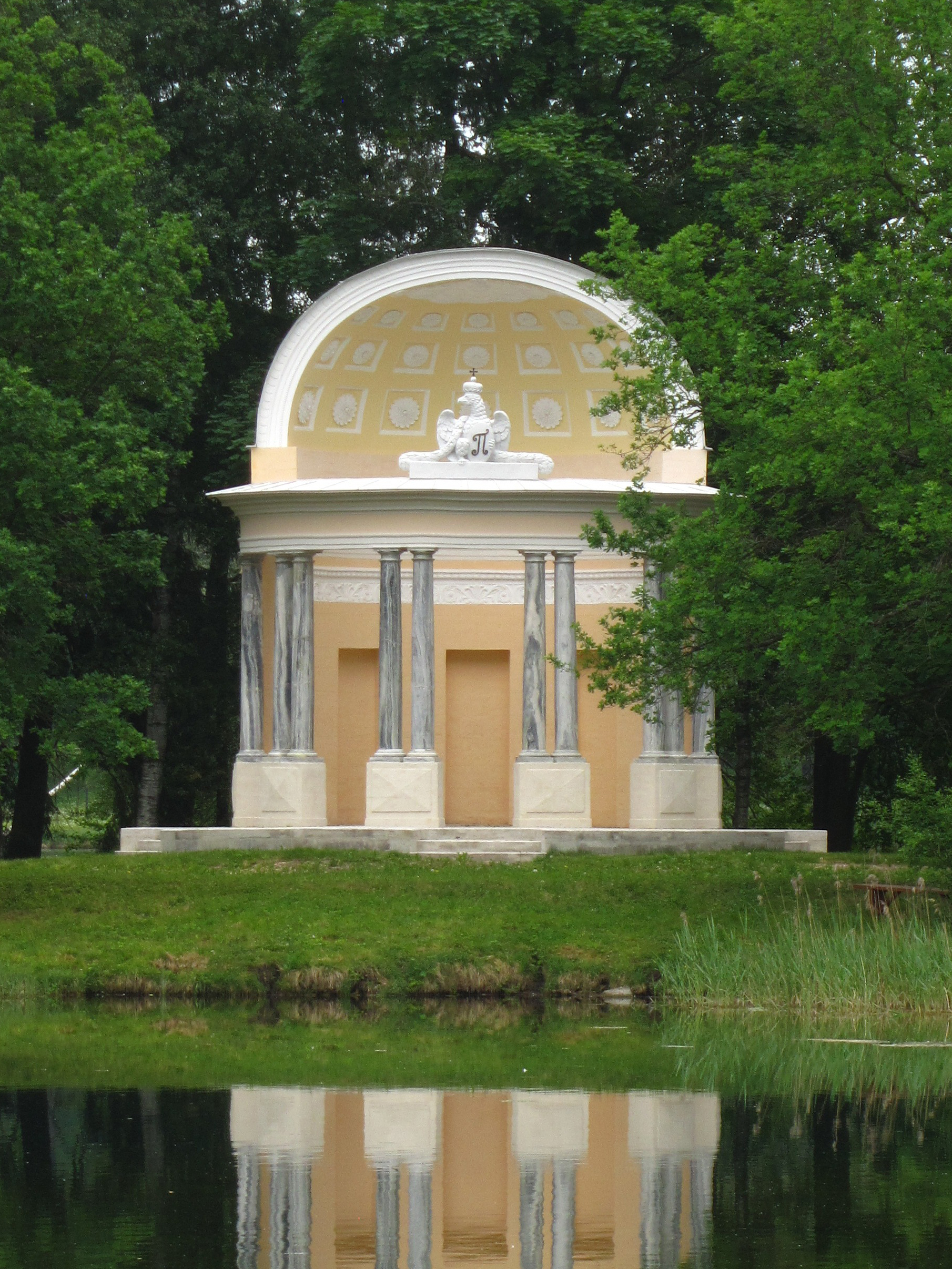
Павильон Орла (Темпль) в Гатчине. 1790-е. Архитектор точно неизвестен (предположительно Джакомо Кваренги, Винченцо Бренна, Антонио Порта)
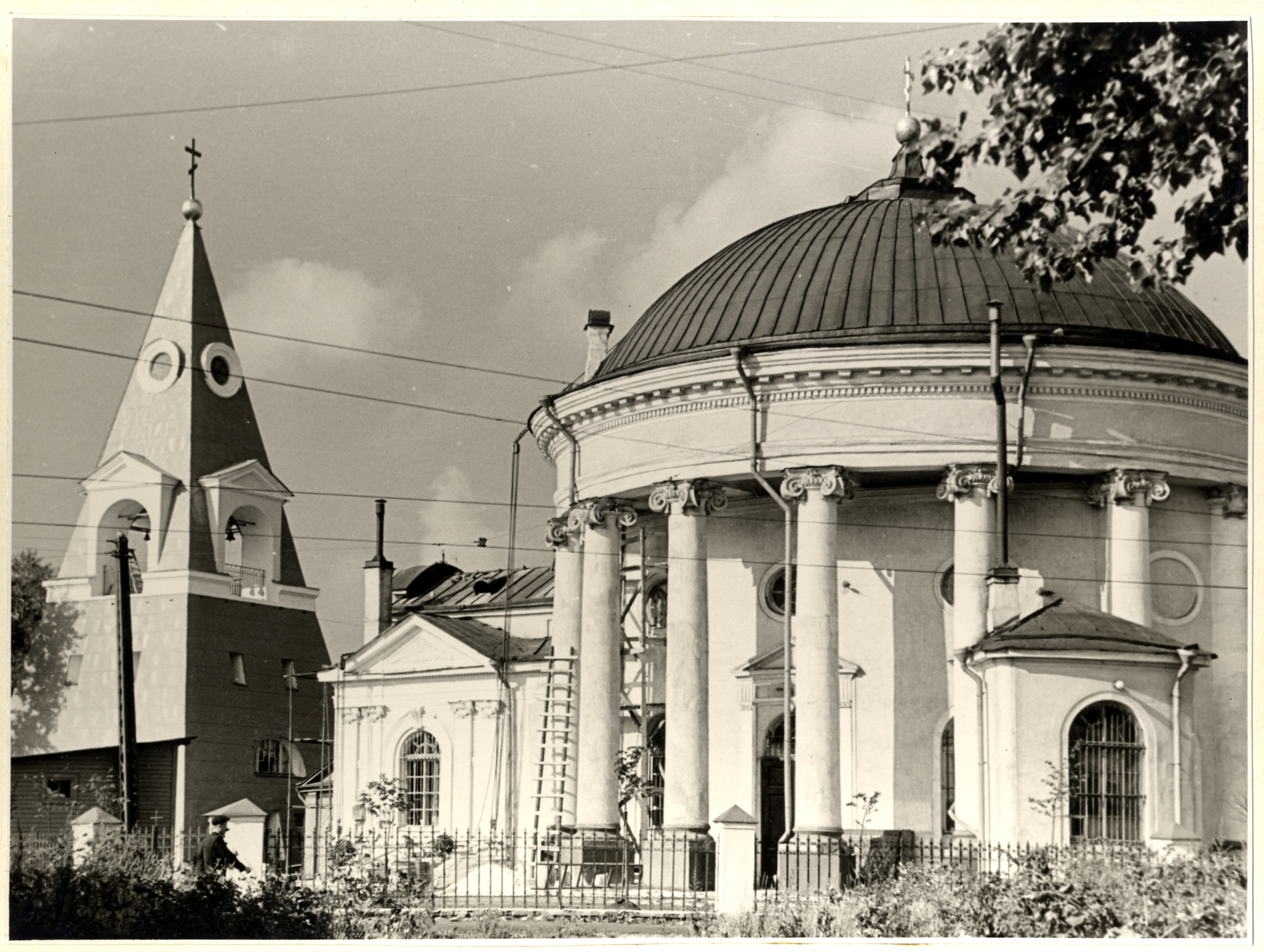
Троицкая церковь «Кулич и пасха». 1785—1790. Архитектор Н. А. Львов. Санкт-Петербург. Фотография 1960-х гг.
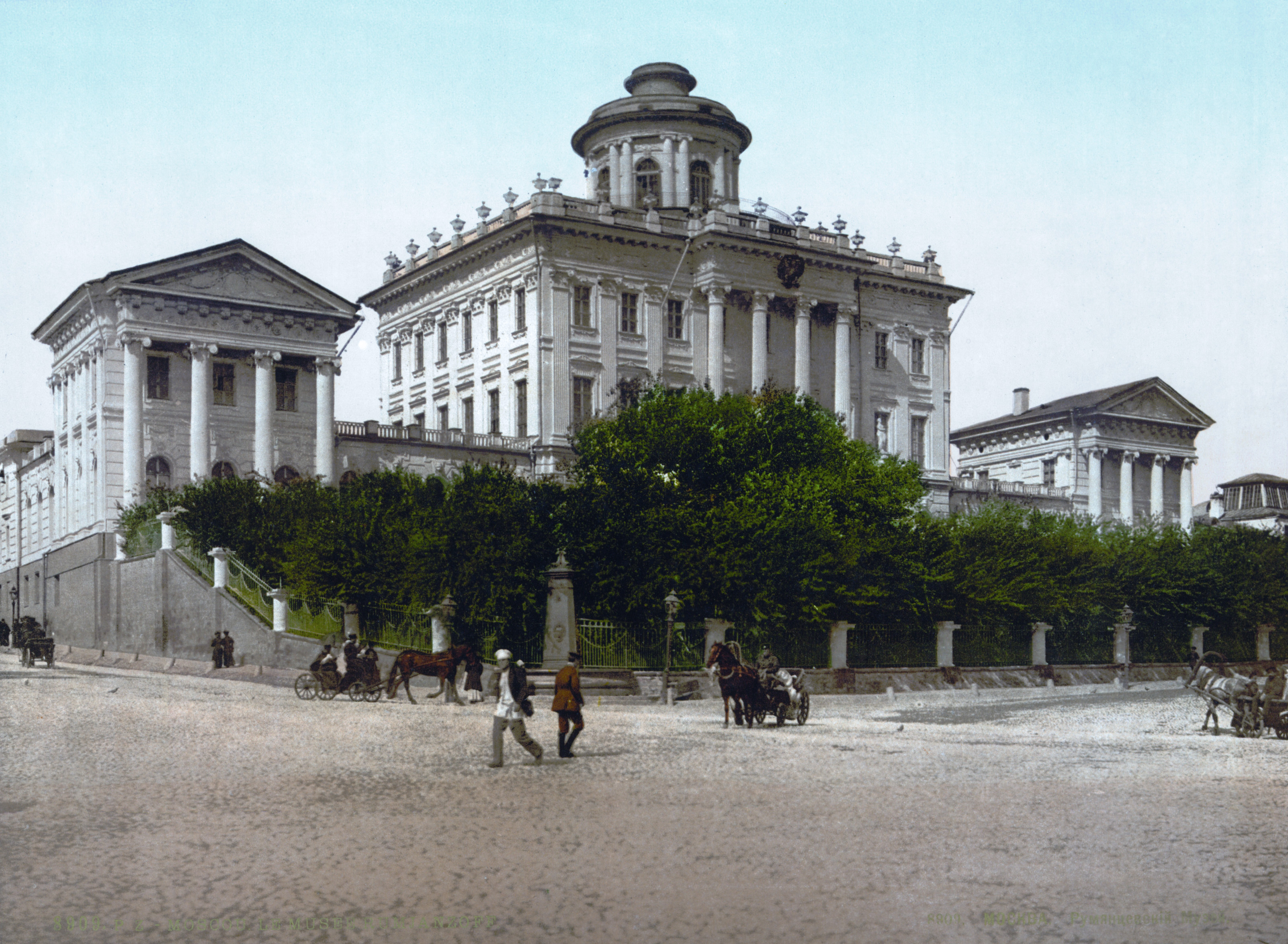
Дом Пашкова в Москве. 1784—1786. Архитектор В. И. Баженов. Старинная открытка
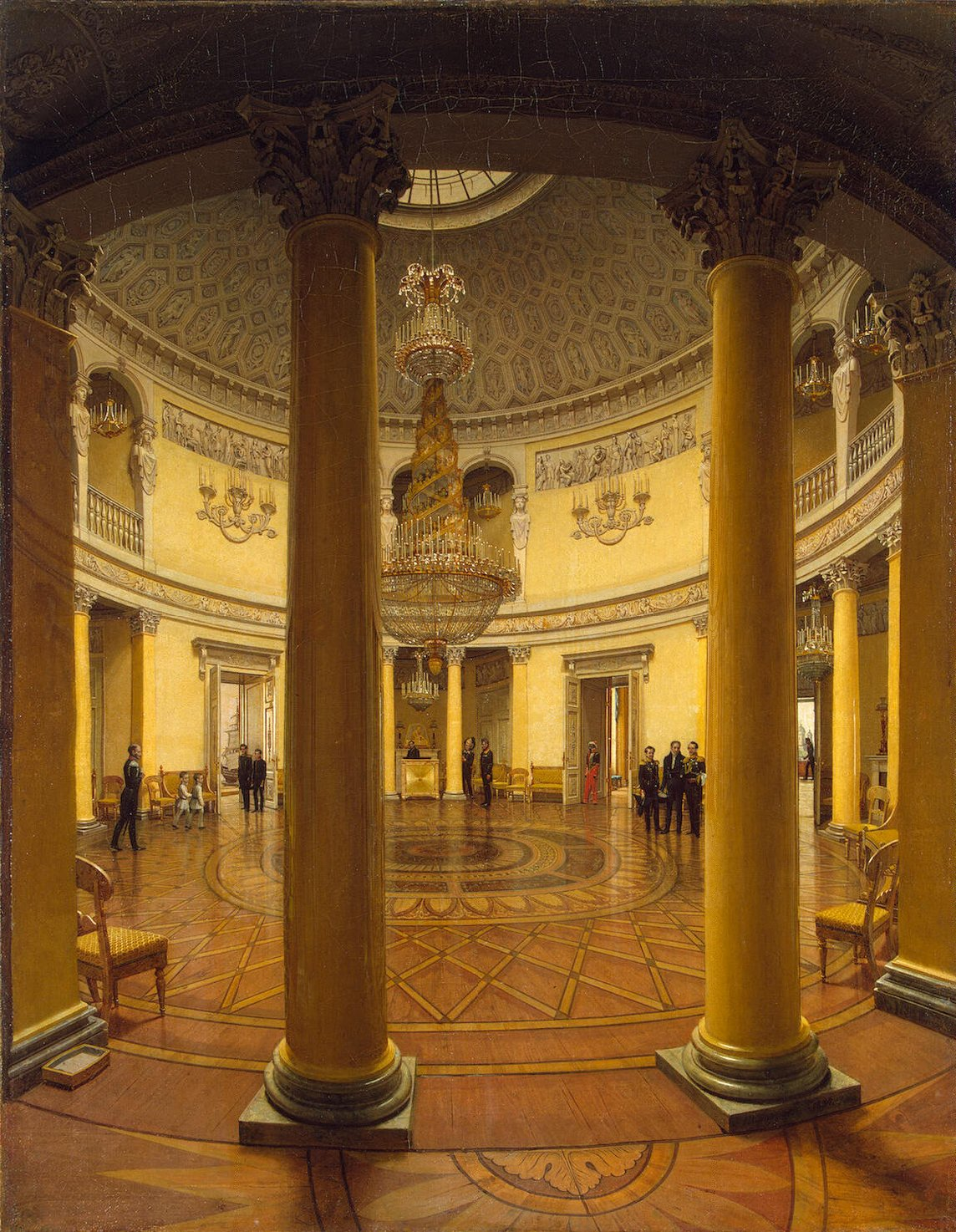
Зал-ротонда Зимнего дворца, Санкт-Петербург. Архитектор О. Монферран. Восстановлена А. П. Брюлловым после пожара 1837 года. Акварель Е. Тухаринова. 1834. Государственный Эрмитаж
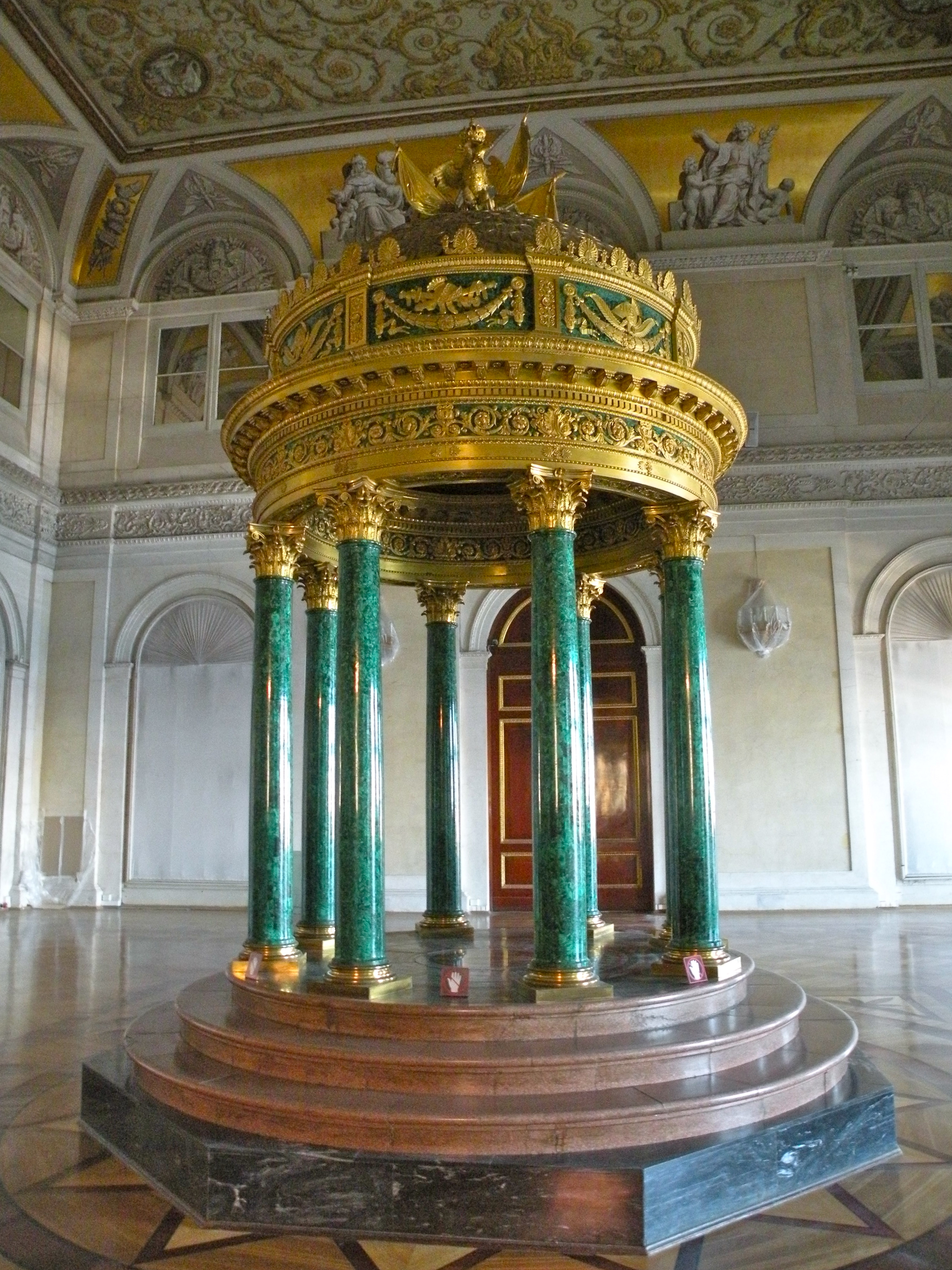
Храм-ротонда. 1836. Аванзал Зимнего дворца в Санкт-Петербурге. Мастерская П.-Ф. Томира, Париж

## Ротонды в России

### В древнерусском зодчестве
- В Смоленске обнаружены остатки ротонды диаметром около 18 м с четырьмя довольно тесно поставленными в центре столбами. Это так называемая церковь «Немецкой Богородицы», построенная во второй половине XII в. по заказу иноземных купцов, живших в Смоленске.
- Храмы-ротонды сооружали преимущественно в Южной Руси[8][9] — Киеве[10], Галиче[11], Перемышле[12], Владимире-Волынском[13], Львове[14]. Фундаменты небольших ротонд ХІІІ — нач. XIV вв. выявлены в Ужгороде (Горянская ротонда), Столпье[15], Нижанковичах и Черниховцах[16].

### В Русском государстве допетровского периода
- То, что приглашённые на Русь итальянские зодчие тоже строили ротонды, стало ясно после того, как началом XVI века был датирован собор Петра митрополита Высоко-Петровского монастыря в Москве (архитектор Алевиз Новый, 1514—1517).
- Собор Воскресенского Новоиерусалимского монастыря, представляющий собор-полуротонду, построен по приказу патриарха Никона в подражание иерусалимскому храму Гроба Господня.

### Петровский период
- Наиболее ранняя из дошедших до настоящего времени от всей 1-й половины XVIII века ротонд — Церковь Рождества Богородицы в подмосковном Подмоклове[17].

### В послепетровском зодчестве
- В Санкт-Петербургe в форме ротонды выстроена Троицкая церковь, получившая прозвание «Кулич и Пасха».
- Беседка Некрасова над крутым берегом Волги в Ярославле (1840-е гг.) послужила образцом для ряда подобных сооружений в Ярославле и других верхневолжских городах (например, беседка Островского в Костроме, 1956)
- Из архитектуры XIX века известна стальная ротонда Шухова с висячими перекрытиями-оболочками.
- В Москве форму ротонды имеют наземные павильоны некоторых станций метрополитена (Университет, ВДНХ, Рижская, Алексеевская, Парк культуры и др.).
- Также в г. Воронеже находится памятник Ротонда — остатки разбомбленого в годы Великой Отечественной Войны вестибюля детской областной больницы, на ул. Бурденко.
- В Перми одним из «символов города» является ротонда в городском саду (1824 г., архитектор Иван Свиязев, ул. Сибирская, 41).
- В Новомосковске одной из достопримечательностей является ротонда на Комсомольской улице.
- В Тюмени находится единственный в Сибири храм-ротонда — Всехсвятская церковь[18].
- В городе Боровске Калужской области на центральной городской площади установлена ротонда-беседка. Эта ротонда воздвигнута на месте разрушенного храма.
- В Волгограде ротонда расположена на центральной набережной города.
- В Красноярске, на пересечении пр. Мира и улицы Кирова, находится ротонда со скульптурной композицией «Александр Пушкин и Наталья Гончарова», год открытия 2008. Поэт читает жене стихи, и несмотря на то, что стихотворение «Я помню чудное мгновенье…», которое высечено на листе из бронзы, посвящено не Наталье Гончаровой, авторами проекта памятника оно было выбрано, как наиболее узнаваемое.
- В Саратове ротонда расположена на Набережной Космонавтов у Волги.
- В Торжке ротонда расположена в центре города на набережной.
- В Оренбурге ротонда находится в парке Ленина на улице Советской.
- В Уральске ротонда расположена в Некрасовском садике (быв. Столыпинский бульвар).
- В Кирове, в архитектуре ансамбля Александровского сада, расположены береговые деревянные ротонды (архитектор А. Е. Тимофеев, 1835 год).
- В Благовещенске на новой набережной реки Амур построена ротонда со стеклянной крышей, год постройки 2013.
- В Петрозаводске ротонда, сооруженная в 1995 г. на оси Левашовского бульвара при выходе его к берегу Онежского озера, стала своеобразной композиционной точкой на набережной. Архитектор Н. Н. Овчинников. По преданию, на этом месте в XVIII веке находился источник, из которого брала воду для умывания императрица Екатерина I, посещавшая этот край вместе с Петром I. На фотографиях начала XX века, запечатлевших Левашовский бульвар, хорошо видно: в том месте, где бульвар «встречается» с набережной, на берегу Онежского озера, расположена небольшая деревянная беседка с двускатной крышей. Беседка, одно из привычных мест отдыха петрозаводчан, сохранялась в городе до 1920-х годов, позже она была разрушена.
- В Москве, рядом со строящимся буддийским храмом Тупден Шедублинг, на территории Духовно-просветительского комплекса российских традиционных религий установлена буддийская Пагода рая, в виде ротонды с молитвенным барабаном[19].